# 奥娜·巴特列
奥娜·巴特列·帕斯夸尔（西班牙語：Ona Batlle Pascual；1999年6月10日—），西班牙女子职业足球运动员，司职边后卫，目前效力于巴塞罗那足球俱乐部和西班牙国家女子足球队。2023年，她代表西班牙参加国际足联女子世界杯并夺得冠军。2024年，她代表西班牙参与夏季奥林匹克运动会女子足球比赛。